# Sketches of Frank Gehry
Sketches of Frank Gehry is een Amerikaanse documentaire uit 2006 onder regie van Sydney Pollack.

## Verhaal
De documentaire laat zien hoe de projecten van de architect Frank Gehry tot stand komen. Er wordt getoond hoe zijn abstracte schetsen door middel van 3D-modellen worden getransformeerd tot concrete projecten.

## Rolverdeling
- Charles Arnoldi: Zichzelf
- Barry Diller: Zichzelf
- Michael Eisner: Zichzelf
- Rolf Fehlbaum: Zichzelf
- Hal Foster: Zichzelf
- Mildred Friedman: Zichzelf
- Frank O. Gehry: Zichzelf
- Bob Geldof: Zichzelf
- Dennis Hopper: Zichzelf
- Charles Jencks: Zichzelf
- Philip Johnson: Zichzelf
- Thomas Krens: Zichzelf
- Peter Lewis: Zichzelf
- Herbert Muschamp: Zichzelf
- Michael Ovitz: Zichzelf